# Carlos Alberto Chávez Landívar
Carlos Alberto Chávez Landívar, més conegut com a Carlos Chávez, (Santa Cruz, Bolívia, 26 de novembre de 1958 – Sao Paulo, Brasil, 3 d'agost de 2018), va ser un economista i dirigent esportiu bolivià, president del Club Deportivo Oriente Petrolero, de la Federació Boliviana de Futbol (FBF) i tresorer de la Confederació Sud-americana de Futbol (CONMEBOL). Va ser detingut i empresonat el juliol de 2015 acusat de diversos delictes de corrupció relacionats amb el Cas Fifagate. El novembre de 2017, se li va detectar un càncer i va quedar en llibertat a l'espera de judici. Mesos després, va morir a l'Hospital Albert Einstein de Sao Paulo (Brasil).

## Trajectòria
Carlos Chávez va obtenir el títol d'economista a la Universitat de Berlín, on s'havien exiliat els seus pares després de viure prèviament a Xile i França. Al cap de vint-i-cinc anys va retornar a Bolívia.
El 1997 va formar part de la directiva del Oriente Petrolero. El 1999 en va ser elegit president i va exercir el càrrec fins al 2006.
El 2006, Chávez va accedir a la presidència de la Federació Boliviana de Futbol, càrrec que va exercir fins a la seva destitució l'agost de 2015.
El 2013, després de la renúncia del seu compatriota, Romer Osuna, va ser elegit tresorer de la Conmebol.

## Fifagate
Quan el mes de maig de 2015 es va conèixer que la justícia nord-americana estava investigant a dirigents de la Conmebol i la Concacaf per la seva vinculació en casos de corrupció, Carlos Chávez i altres dirigents van ser interrogats per la fiscalia boliviana.
El juliol de 2015 va ser empresonat preventivament acusat de diversos delictes de corrupció.
El desembre de 2015, Carlos Chávez va ser un dels setze acusats addicionals que la justícia nord-americana va incloure en la segona relació d'investigats pel Cas Fifagate. Dies després es va sol·licitar la seva extradició als EUA. Segons la fiscalia nord-americana, Chávez hauria rebut 7,5 milions de dòlars d'un total de 100 milions en suborns que hauria pagat la companyia Datisa per adjudicar-se els drets de màrqueting de diverses competicions futbolístiques.
Després de més de dos anys en presó preventiva al penal de Palmasola, a finals de 2017, Carlos Chávez va ser diagnosticat d'un Linfoma Hodgkin que requeria tractament immediat.
Va ser separat del procés on podia ser condemnat a deu anys de presó i va quedar en llibertat, a l'espera de judici, per a seguir un tractament de quimioteràpia. El 3 d'agost de 2018, va morir a l'hospital Albert Einstein de Sao Paulo (Brasil).